# Chamyna
Chamyna é um gênero de traça pertencente à família Arctiidae.